# Homofile
Homofile er en dansk dokumentarfilm fra 1972 instrueret af Peter Ringgaard efter eget manuskript.

## Handling
Med udgangspunkt i skildringen af et homoseksuelt pars hverdag og interviews med en række bøsser redegør filmen for de problemer, denne minoritetsgruppe står overfor grundet omgivelsernes vrangforestillinger og fordomme. Formanden for Forbundet af 1948, redaktørerne af homotidsskriftet Coq, Bøsseaktivisterne m.fl. kommer til orde.